# Sven Hultquist
Sven Josef Gustaf Hultquist, född 13 juni 1914 i Stockholm, död 6 juli 2008, var en svensk väg- och vattenbyggnadsingenjör. 
Efter studentexamen 1933 utexaminerades Hultquist från Kungliga Tekniska högskolan 1939, tjänstgjorde därefter vid Väg- och vattenbyggnadsstyrelsen och blev ingenjör vid Skånska Cement AB 1941, vid Kooperativa förbundet 1942 och överingenjör vid arkitektavdelningen där 1943. Han var konsulterande ingenjör och verkställande direktör i Sven Hultquist AB från 1951 och i Scandiaconsult AB från 1952. Han avlade reservofficersexamen i ingenjörstrupperna 1936 och var kapten i Väg- och vattenbyggnadskåren. Han var ordförande i Svenska väg- och vattenbyggares riksförbund och Svenska betongföreningen samt styrelseledamot i Svenska konsulterande ingenjörers förening. Hultquist är begravd på Skogsö kyrkogård.